# 泗水亭公园
泗水亭公园位于江苏省沛县，1983年泗水亭公园重新立碑建亭。公园因泗水亭得名，而泗水亭却因古代刘邦曾在古泗水担任泗水亭长而命名。公园内有泗水亭、泗水亭碑、琉璃井等古迹。